# Gunarasfürdő

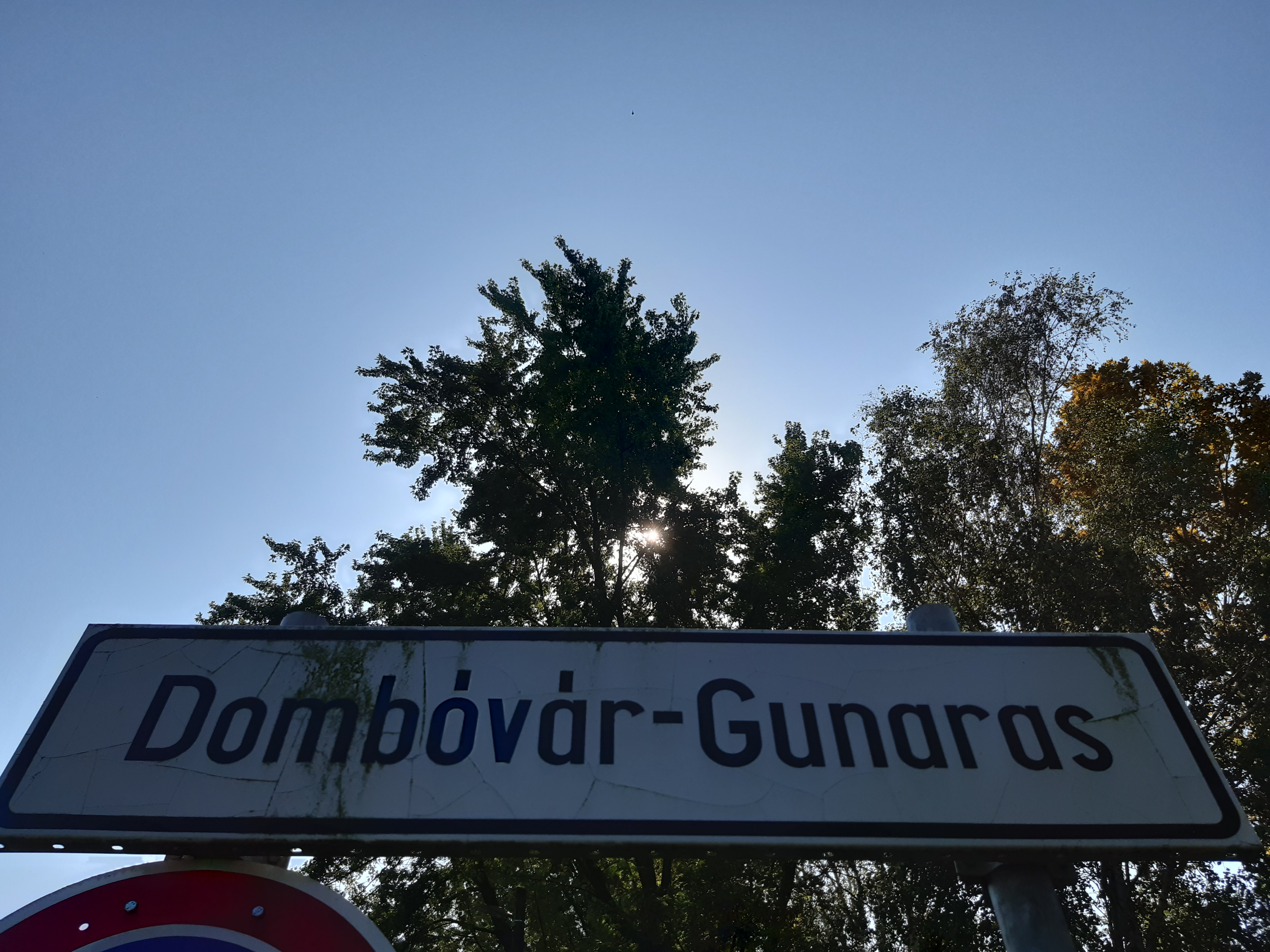
Helynév tábla

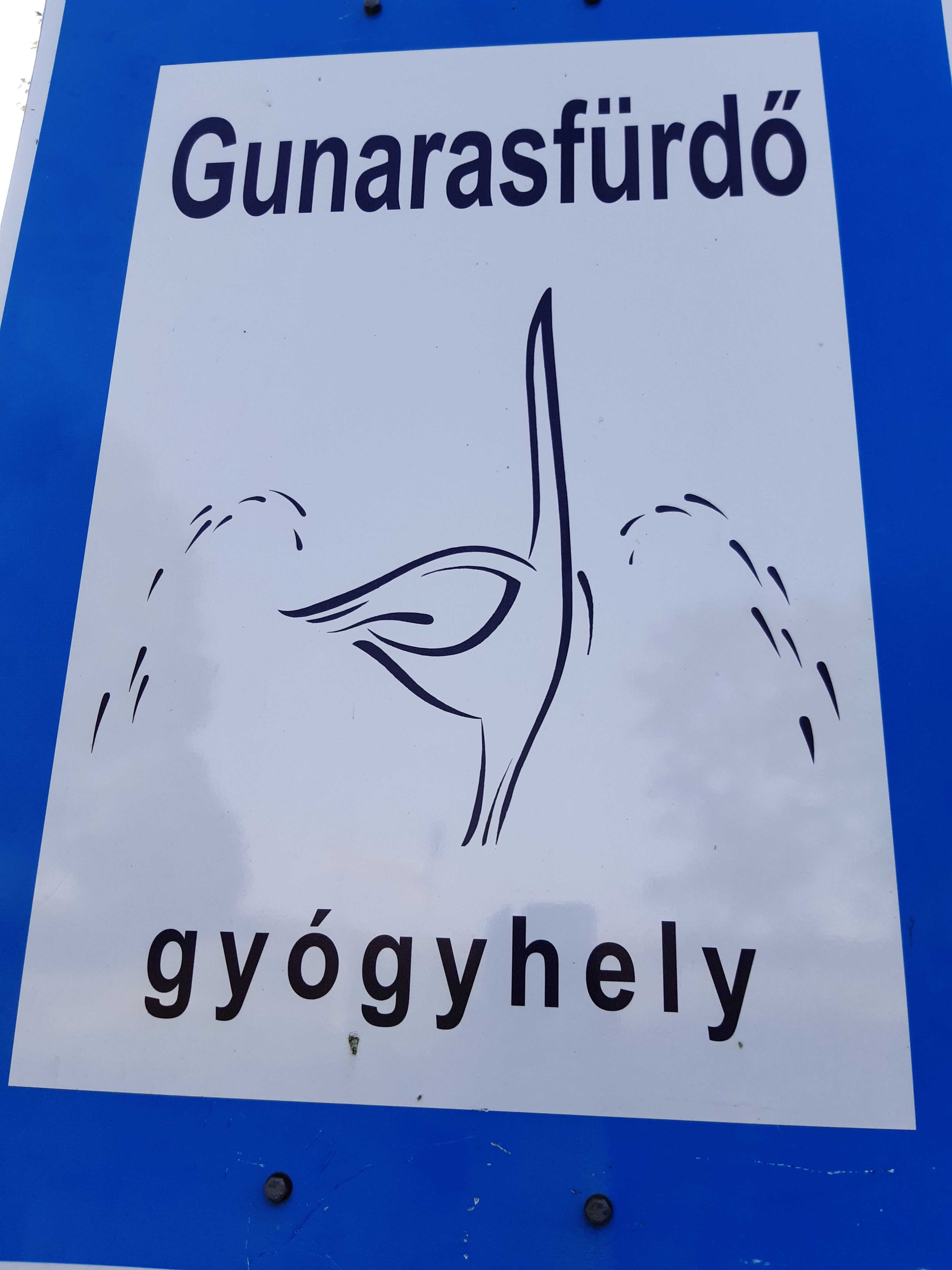
Termálvizes gyógyhely

Gunarasfürdő (Dombóvár-Gunaras) vagy Gunarasi Strand- és Gyógyfürdő termálvizes gyógyhely, Dombóvár város része. Lehatárolás, KSH adat: Gunarasi út – Ligeti utca városhatár felőli része – Fasor utca városhatár felőli része – Sellő utca városhatár felőli része – Piroska utca. Gunaras üdülőterület, lakónépességének száma alacsony. A fürdőtelepen elsősorban nyaralók, fürdővendégek tartózkodnak hosszabb-rövidebb ideig. Társadalmi-gazdasági megállapítás nemigen tehető. A gunarasi gyógy- és strandfürdő Dombóvártól 5 km-re található. 7,1 ha területen fekszik, ebből 1 ha tó, a zöldfelületek nagysága 6 ha, a fennmaradó területet az épületek, medencék és szilárd
burkolatú utak, járdák foglalják el.

## Fekvése
A Hőgyésztől Dombóvárig húzódó 6532-es út mentén helyezkedik el, Dombóvár északkeleti részén. A központból a 3-as számú helyi járat visz ki Gunarasra.
A Dombóvár-Gunarasfürdő közti kerékpárúton megközelíthető gyalogosan és kerékpárral is:

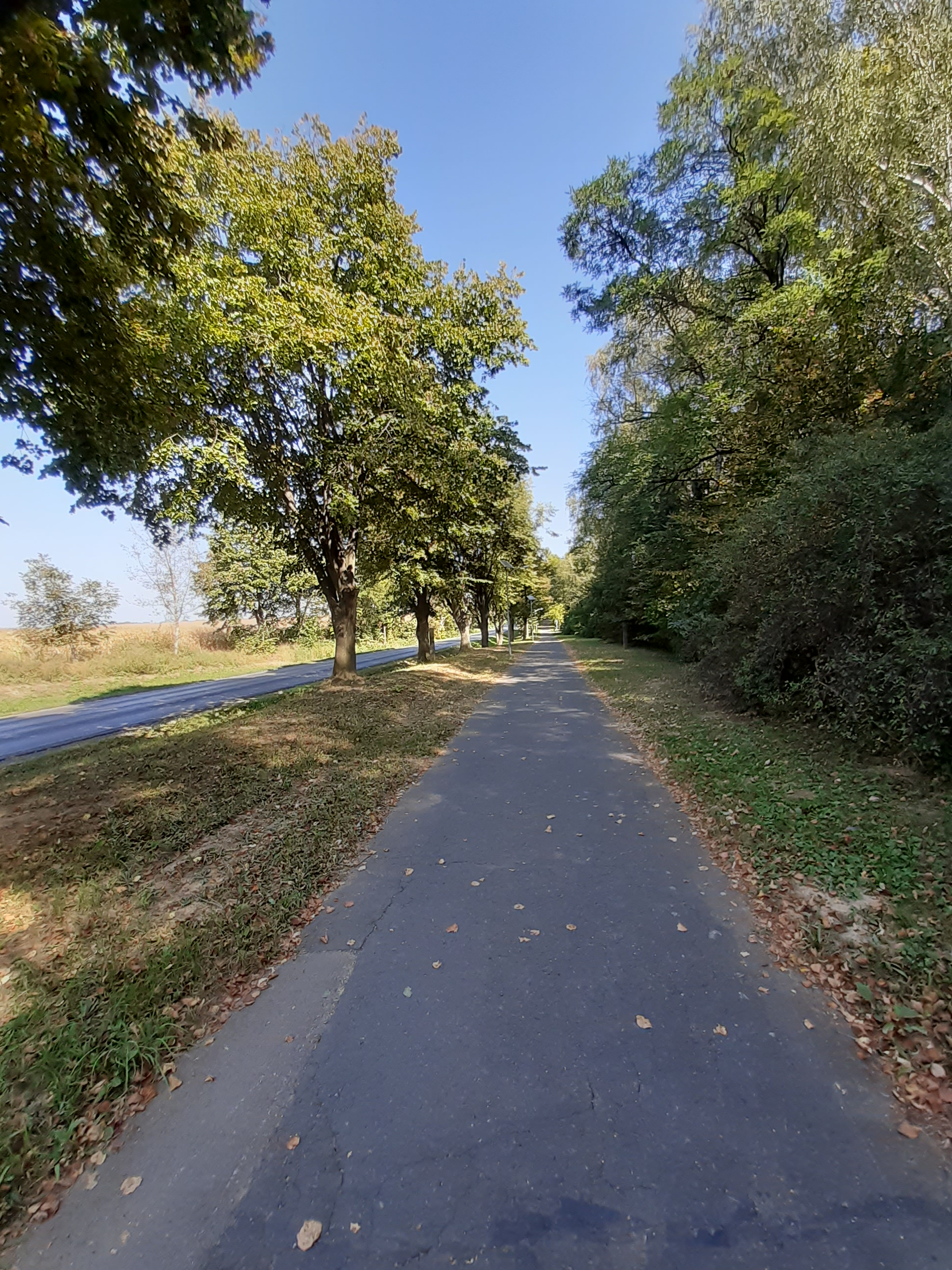
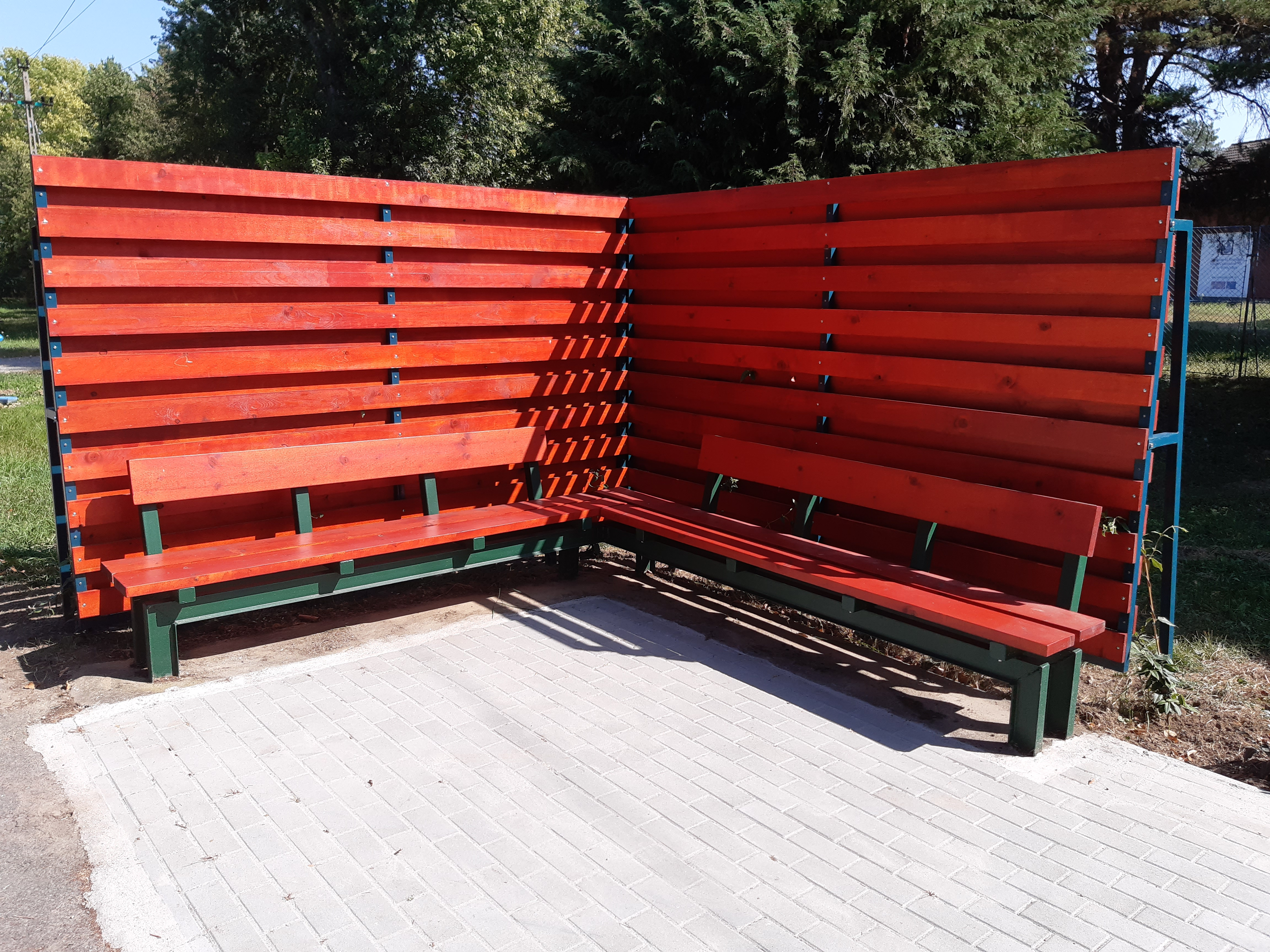
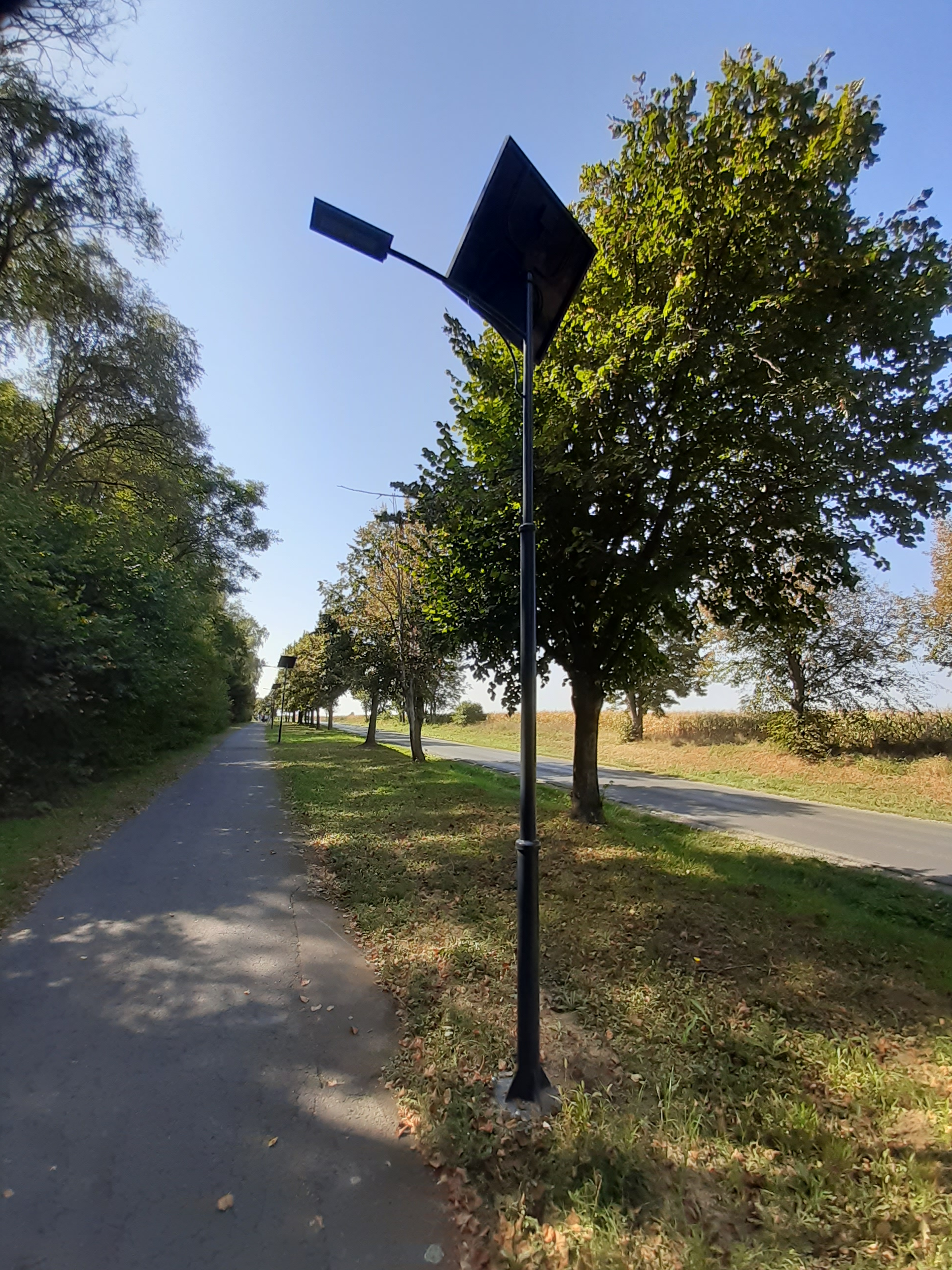
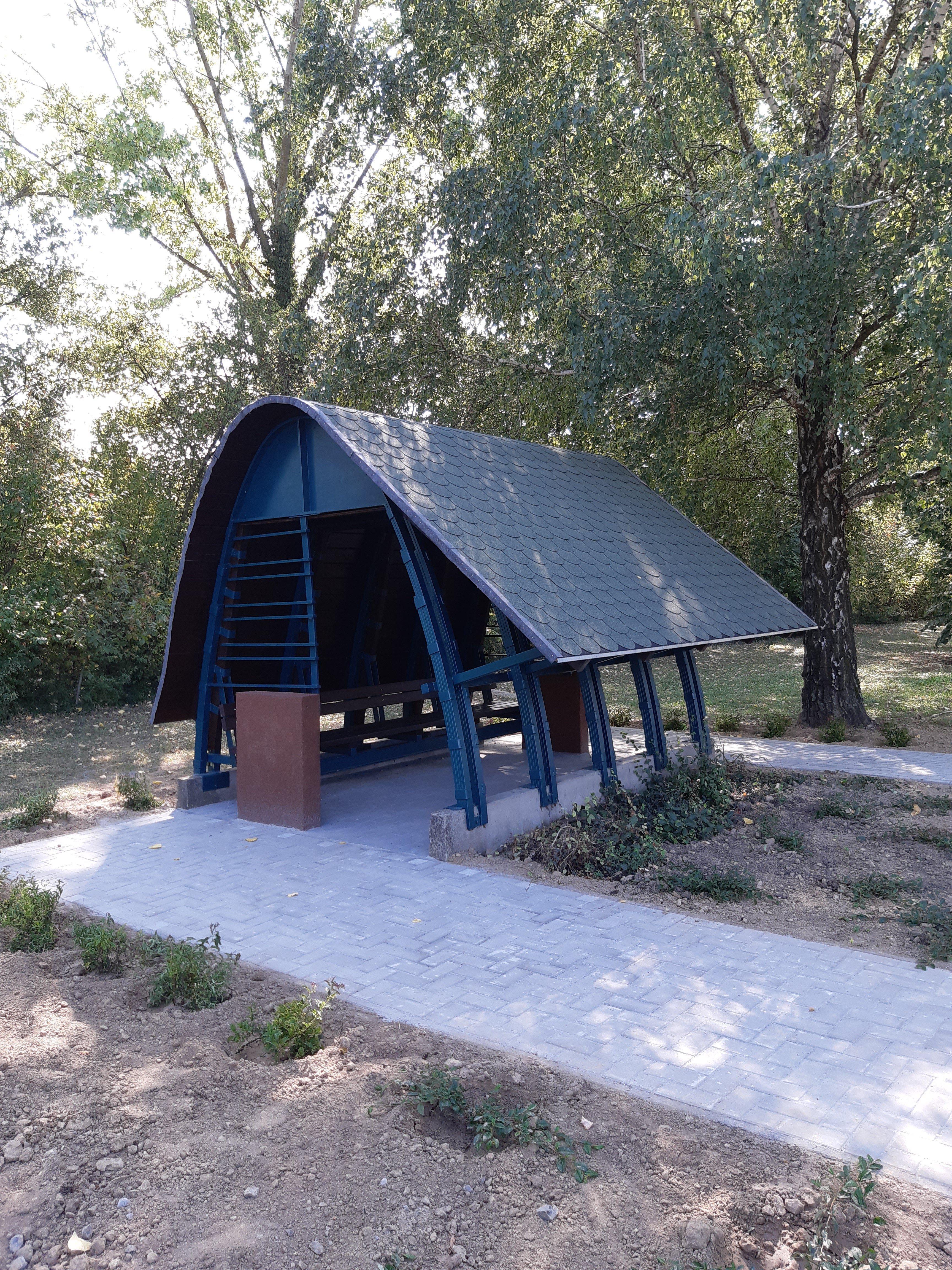

A kerékpárút Dombóvár központjából indul és elhalad a Lidl, Tesco, Penny Market és Spar szupermarketek mellett, a Gunarasi kiserdőn át, a fürdőkomplexumba.

## Története
A  Gunaras-dűlőn találták meg a termálvizet, amelynek a kiaknázása, hasznosítása az 1960-as években kezdődött meg. Az első építési ütem 1972. július 16. és 1973. május 15. között történt. Megkezdődött a fürdőterület kialakítása is. 1973. május 19-én nyílt meg a Gunaras Fürdőtelep a közönség számára (2 db 215 köbméteres termálmedence, 2 db 35 köbméteres gyermekmedence, 1 db 1800 férőhelyes váltókabinos rendszerű, kétszintes öltözőépület és egy 150 fős bisztró). Dombóvár lakossága téglajegyek vásárlásával ill. társadalmi munkával járult hozzá a fürdő megépítéséhez. 1974-ben bővítették a fürdőt először (20x50 méteres, 1500 köbméteres medence). 1976-ban elkészült az IBUSZ által épített 54 ágyas Hotel Gunaras, 1977-ben az ÁFÉSZ vegyesbolt került átadásra. 1977. november 30-án adták át a fedett fürdőt és egyúttal hivatalos gyógyvíz lett Gunaras vize (300-300 férőhelyes férfi-női öltözőrendszer, zuhanyzó, WC; előtér, melegedő, pihenő; 1 db 15x8 méteres medence /86 köbméter/; 2 db kismedence /22 köbméter/). 1981-ben a helyet üdülőhellyé minősítették. A gyógyászati részleg fejlesztését 1982. december végén fejezték be. 1986-ban átadásra került az óriáscsúszda és egy újabb hideg vizes úszómedence. 2004. tavaszán elkezdték Gunaras teljes átalakítását és nagy léptékű fejlesztését. 2020-ig Gunarasfürdőn több 100 millió forintnyi fejlesztést hajtottak végre.

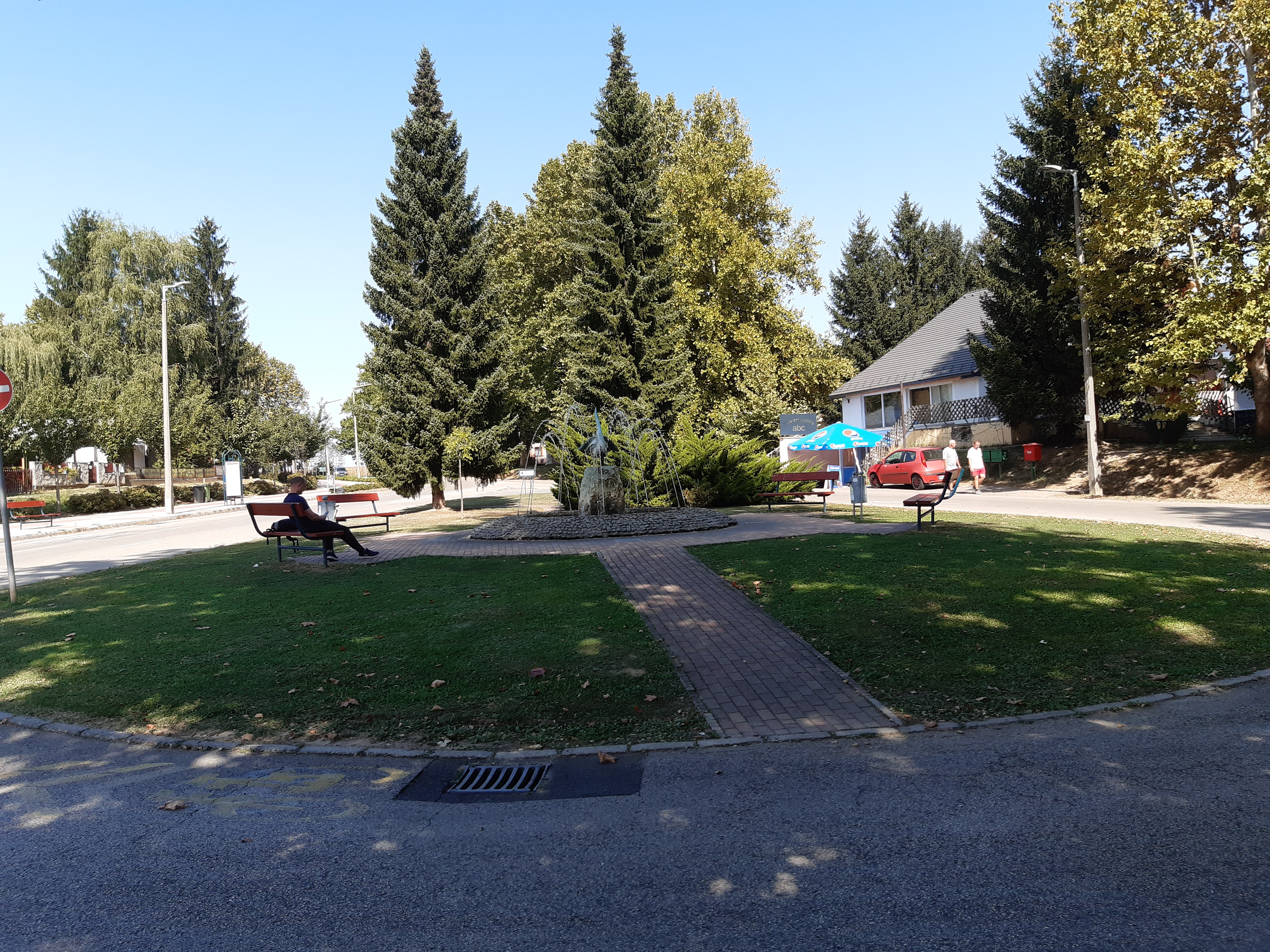
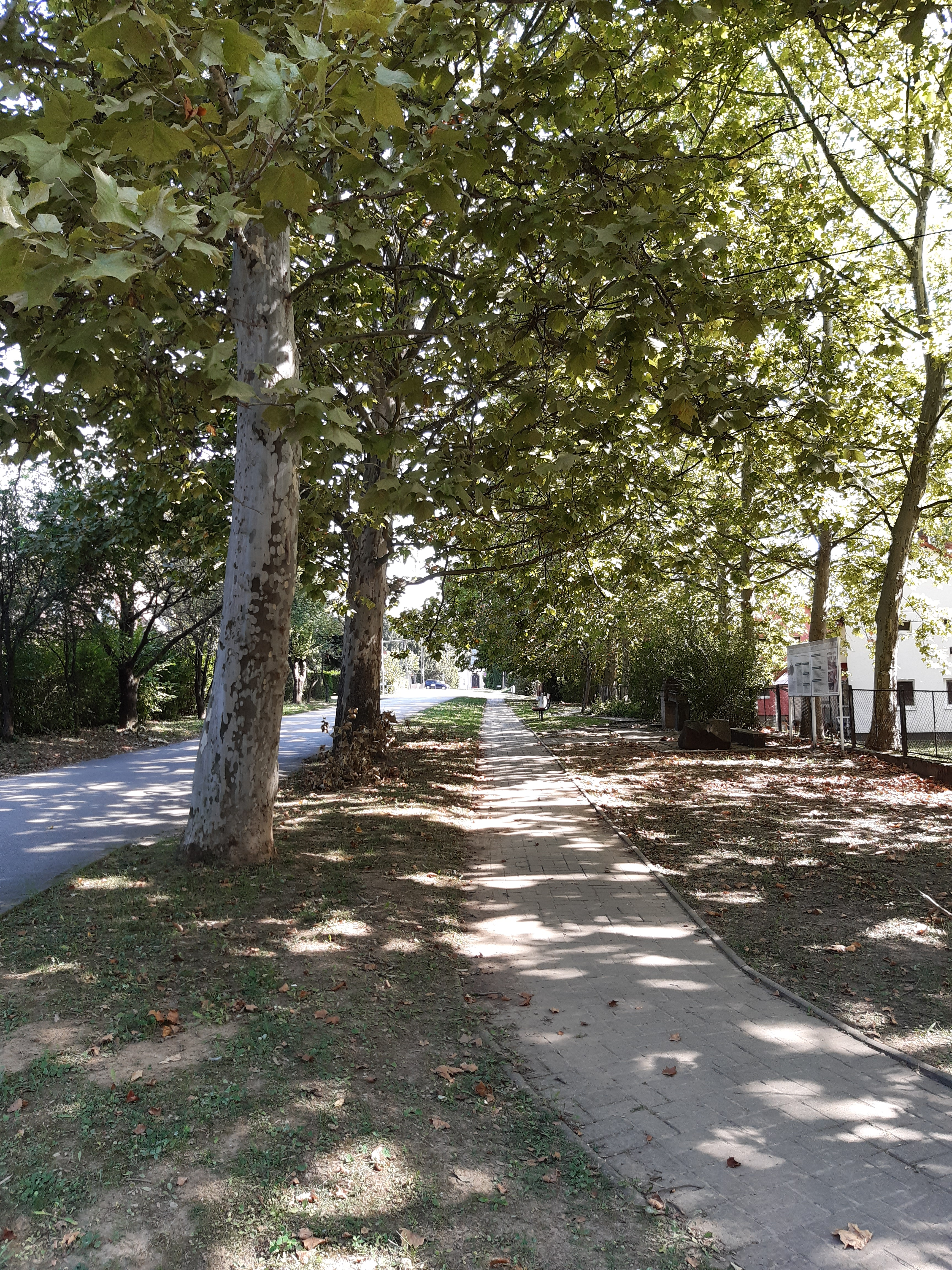
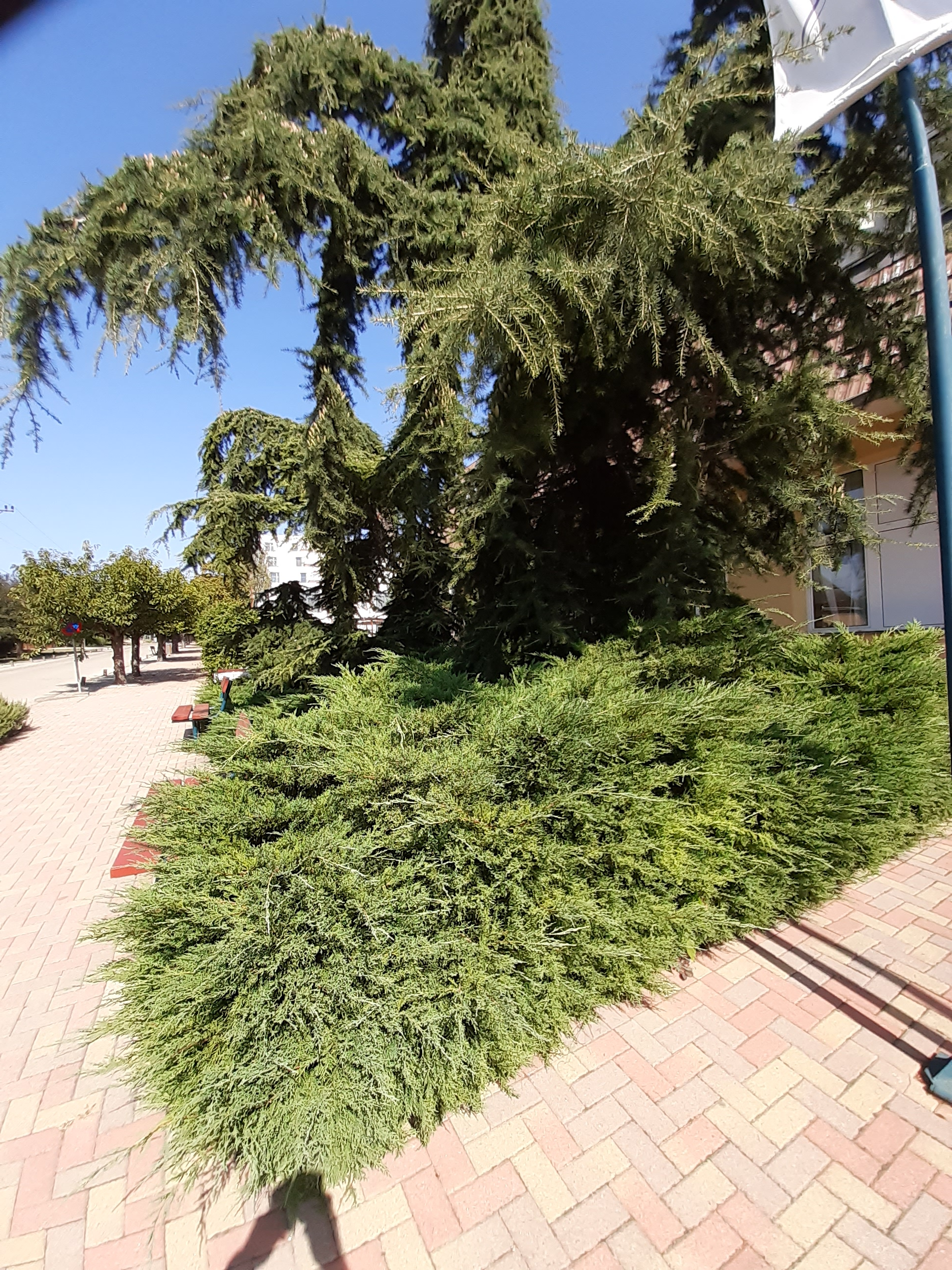
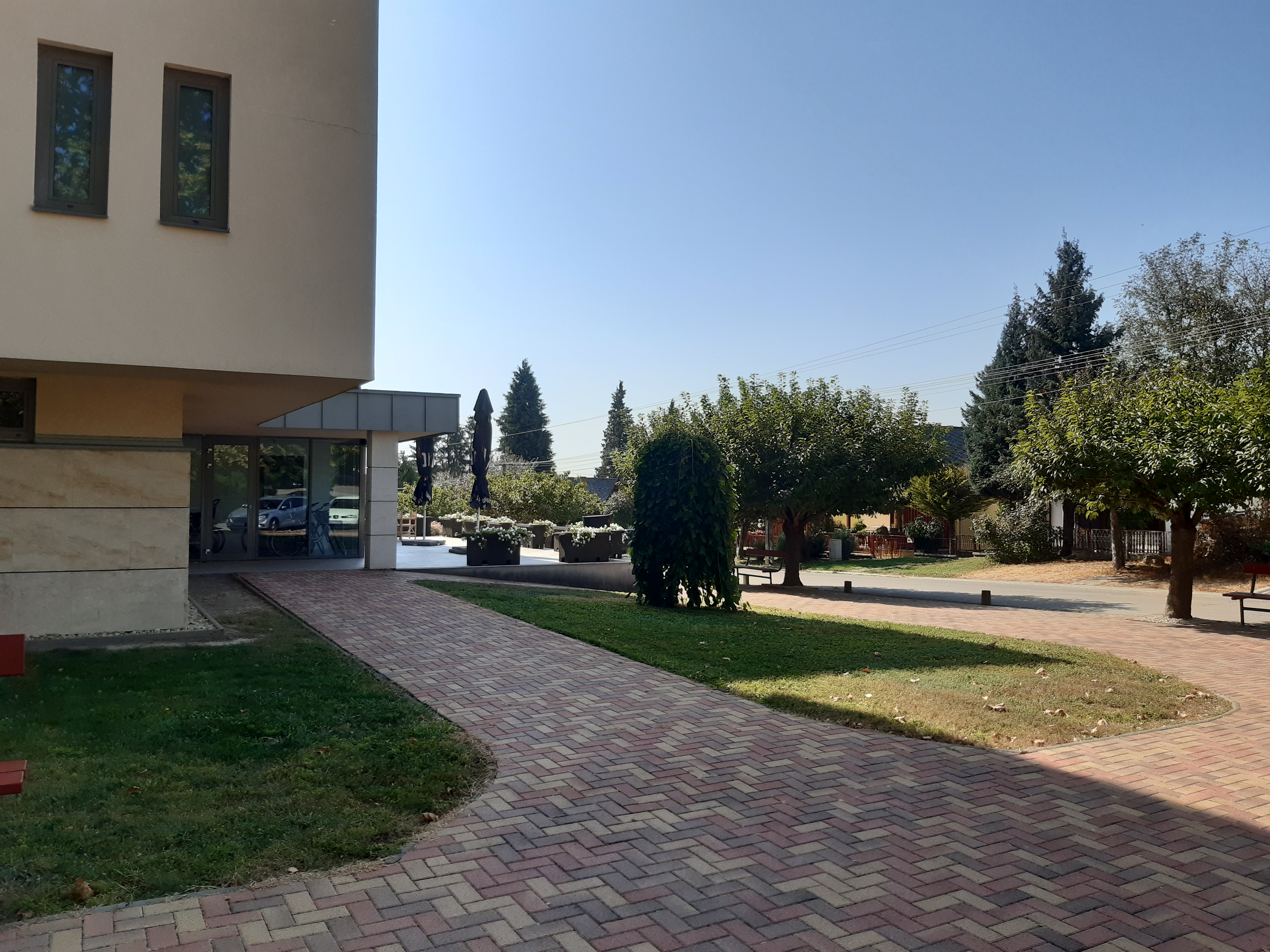
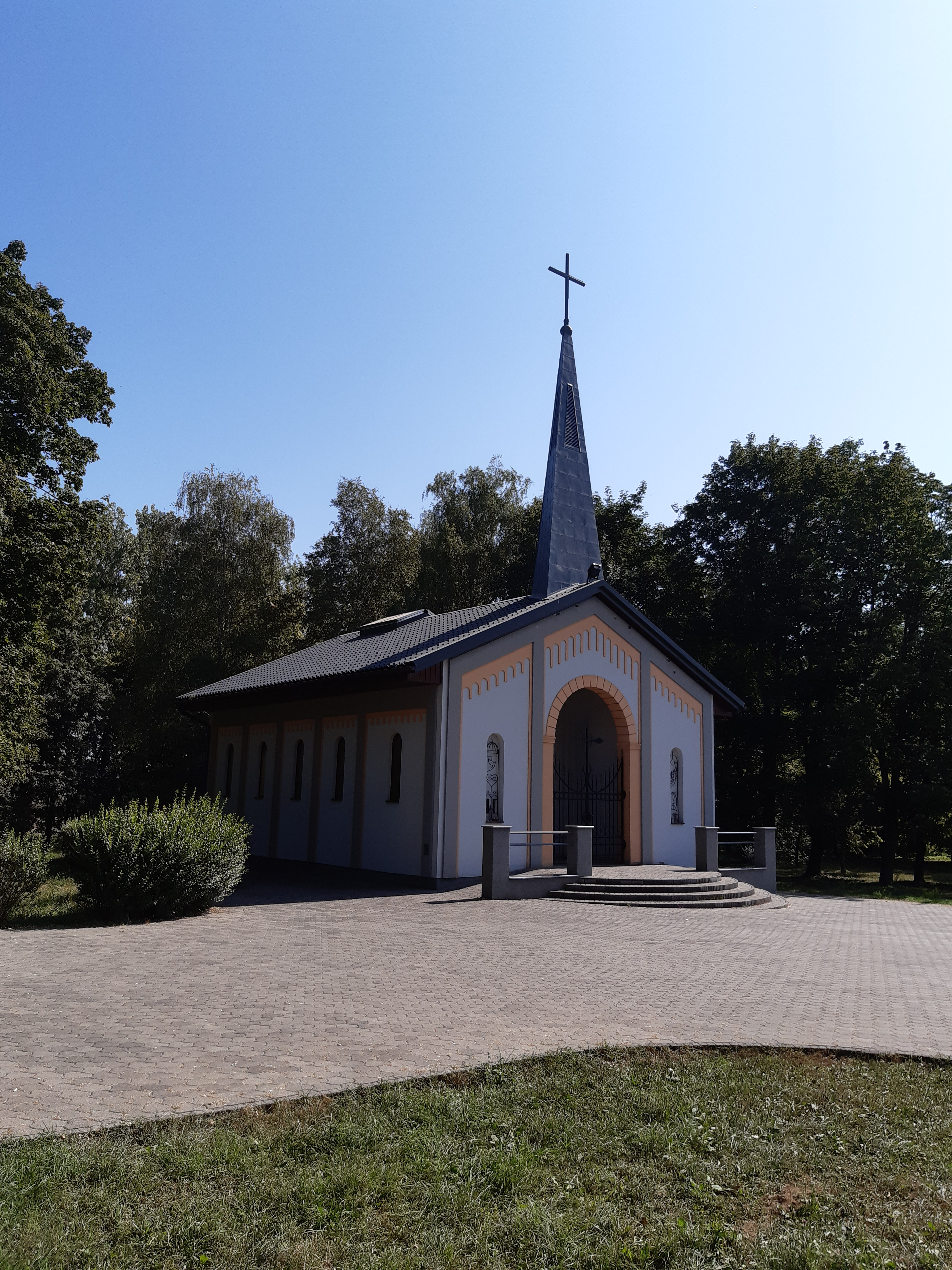

## Leírása
55 Celsius-fokos termálvize alkáli-hidrogén-karbonátos hévíz, jelentős fluorid tartalommal (pontos összetevői: kálium és nátrium; ammónium, kalcium, magnézium, vas, klorid, bromid, jodid, fluorid, hidrogén-karbonát, metabórsav, metakovasav, szabad szénsav, oldott oxigén) - alkalmas mozgásszervi betegség, gyomor-, bél- és epebántalmak, nőgyógyászati-, fogíny- és szájbetegségek kezelésére. Eredményesen alkalmazható bizonyos légzőszervi, szív- és érrendszeri elváltozásoknál, továbbá a bőrgyógyászat területén. Az egész évben működő benti részlegben található gyógyterápiás kezelés, szauna, gőzkabin, úszómedence és 3 termálvizes medence is. A májustól októberig működő kinti részben pedig strandmedence, úszómedence, ugrómedence, gyerekmedence, horgásztó, betonpálya, homokos röplabdapálya, focipálya és csúszda áll rendelkezésre.

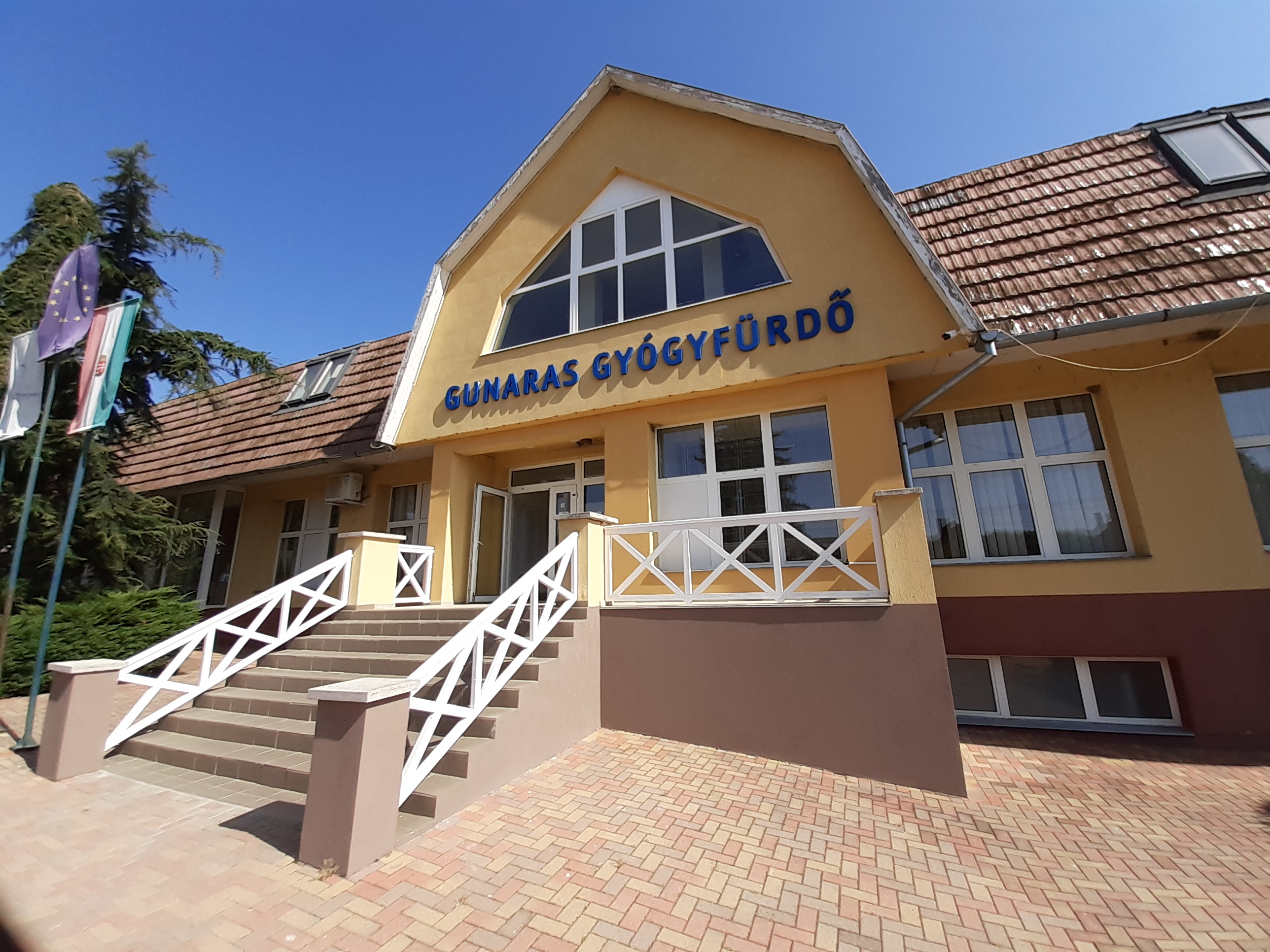
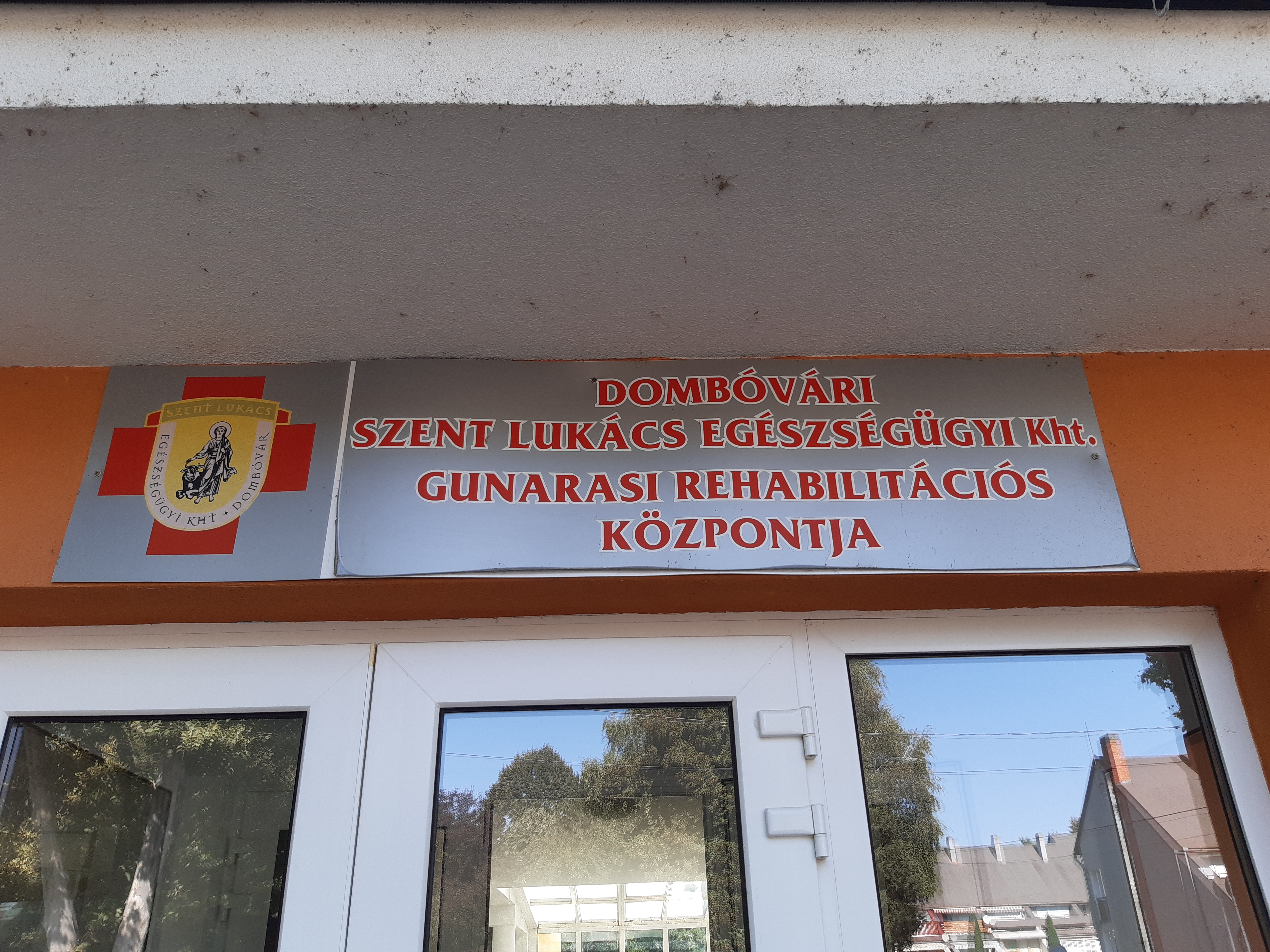

### Medencéi

#### Strandfürdő
- Csúszda fogadómedence
- Csúszdapark
- Élménymedence III.
- Gyermek kalandmedence
- Gyógyvizes ülőmedence I.
- Gyógyvizes ülőmedence II.
- Strandmedence
- Trambulinmedence
- Úszómedence

#### Gyógyfürdő
- Szauna mártózó medence
- Élménymedence I.
- Élménymedence II.
- Gyógyvizes levezető úszó
- Gyógyvizes ülőmedence I.
- Gyógyvizes ülőmedence II.
- Súlyfürdő medence
- Szauna úszómedence
- Tornamedence

##### Gyógyszolgáltatások
- Országos Egészségpénztár által támogatott balneológiai kezelések: medencefürdő, kádfürdő, iszappakolás, súlyfürdő, szénsavas fürdő, gyógymasszázs, tangentor, csoportos víz alatti torna, fizikoterápiás kezelések.
- Egyéb egészségmegőrző szolgáltatások: termál medencefürdő, termál kádfürdő, iszappakolás, súlyfürdő, szénsavas fürdő, orvosi gyógymasszázs, tangentor vagy víz alatti vízsugár masszázs, vízalatti csoportos gyógytorna, komplex fürdőgyógyászati ellátás, elektromos kádfürdő, ultrahang, diadynamic, interferencia, iontophoresis, stabil galván, tens.

##### Wellness szolgáltatások
A finn szauna, gőzkabin, infraszauna, sóterápia -> gyógyjavallatok: asthma bronchiale, krónikus hurutos orr-, torok-, és gégegyulladás, krónikus arcüreg-gyulladás, porártalom, különféle típusú allergiák, túlérzékenység; bőrproblémák (cellulitis); szív- és érrendszeri betegségek; gyomor- és nyombélfekély; neurosis, kimerültség, stressz, csökkent ellenállóképesség; pajzsmirigy betegségei; anyagcsere rendellenességek; továbbá Feng Shui, svédmasszázs, frissítő, energetizáló masszázsok; illóolajos masszázs, cellulit masszázs, mézes masszázs, csokoládés masszázs, relaxáló aromamasszázs, algás anticellulit masszázs kezelés; zöldteás anticellulit masszázs kezelés; keleti masszázs - yogi masszázsolajjal.

## Aktív kikapcsolódást segítő létesítmények a strandfürdő területén
A strandfürdő területén két homokkal borított strandröplabda pálya, egy strandfoci pálya, kosárpalánk, ping-pong asztal és lábtenisz pálya várja a sportolni vágyó vendégeket.
- aquafittness

## Aktív kikapcsolódást segítő javaslatok a strandfürdő területén kívül
- Dombóvár nevezetességeinek megtekintése
- Dombóvár sportlétesítményeinek használata
- Javasolt kiránduló útvonalak
- Horgászási lehetőségek: Tüskei tavak;[6] Szállásréti tó;[7] Bontovai tó;[8] Nyergestó[9]
- A közeli megyei jogú városok megtekintése: Kaposvár, Pécs, Szekszárd

## Szállás lehetőségek
A fürdőtelepre érkezők hétvégi házak bérlésével, apartmanházakban, apartmanparkban, kempingben ill. két hotelben tudják megoldani az itt maradásuk feltételeit.

## Eszperantó

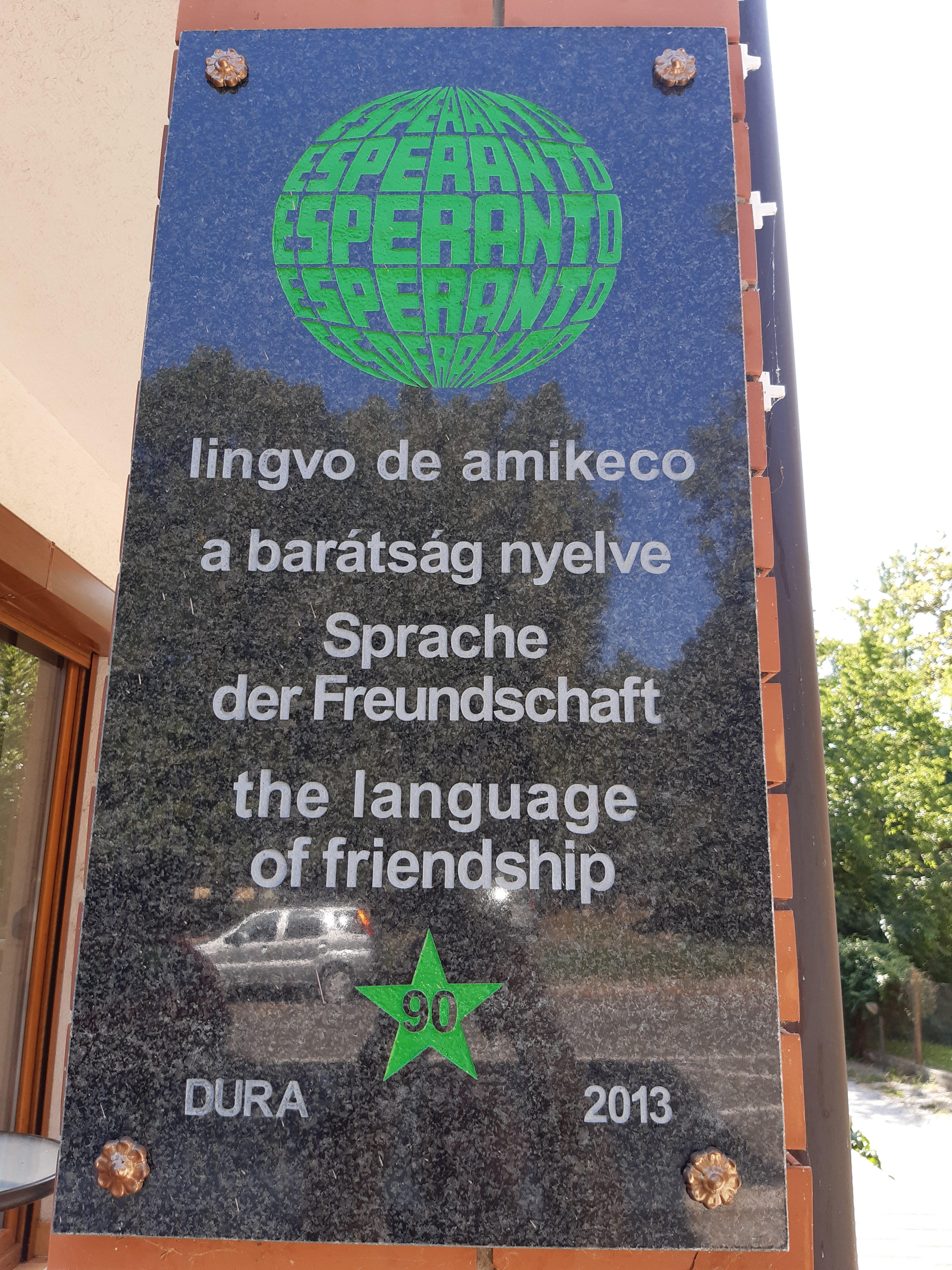
Kőbefújt plakát a Hotel Európa homlokzatán

A fürdő területére érkező fürdővendégeket egy négynyelvű (eszperantó-magyar-német-angol) kőbefújt plakát fogadja.
- Az eszperantó mozgalom Dombóváron